# Université de technologie sino-européenne de l'université de Shanghai
L'université de technologie sino-européenne de l'université de Shanghai (UTSEUS) est une école d'ingénieurs appartenant au réseau français des universités de technologie (UT). Inaugurée le 5 novembre 2006, c'est un établissement d'enseignement sino-européen dont la création - conjointe par l'université de Shanghai et le réseau des universités de technologie - a été validée par le ministère de l'éducation de la république populaire de Chine.

## Localisation
L'UTSEUS se trouve sur le campus de Baoshan, lui-même situé au nord ouest de la ville de Shanghai. Sa création étant relativement récente, elle occupe actuellement des bâtiments appartenant à l'université de Shanghai. Cependant, de nouveaux bâtiments doivent être construits prochainement sur le campus de Baoshan, et l'école bénéficiera ainsi de ses propres infrastructures.

## Historique

Ancien logo de l'université.

- 14 février 2005 : Signature de la convention de partenariat entre l'Université de Shanghai et le réseau des universités de technologie de France.
- 12 juillet 2006 : Validation officielle du ministère de l'éducation chinois en faveur de la création de l'UTSEUS.
- 5 novembre 2006 : Cérémonie d'inauguration de l'UTSEUS.

## Généralités
L'UTSEUS est administrée par un comité de pilotage composé de 13 membres dont 7 chinois et 6 français. Elle propose aux étudiants quatre filières technologiques : Génie biologique, Génie informatique, Génie mécanique et Science des matériaux. En septembre 2005, l'UTSEUS a accueilli ses 206 premiers étudiants. En 2006, elle en accueillait 175. Depuis, elle recrute environ 250 étudiants chaque année. L'objectif de l'UTSEUS est de former des ingénieurs dotés d'une double culture sino-française, possédant les connaissances propres aux sciences de l'ingénieur, ainsi qu'une très bonne connaissance des cultures et des langues des 2 pays afin de favoriser des échanges futurs sur le plan industriel et économique.
Pour ce faire, elle a établi de nombreux enseignements touchant à plusieurs disciplines techniques et mis en place des relations industrielles et travaille à une plate-forme de recherche internationale centrée sur le thème de la ville (Complexcity).

## Enseignement
- En première année : Les étudiants de première année suivent des cours de français (7 heures par semaine) avec des professeurs chinois. Les autres cours sont donnés soit en anglais (physique, histoire et culture de l'Union Européenne et de la France) soit en chinois (mathématiques, physique, anglais, sport).

- En deuxième année : Les cours sont organisés de la même manière qu'en première année, mais le français (10 heures par semaine) est enseigné par un  professeur français. Quatre heures de sport par semaine sont également au programme dont 2 seulement sont obligatoires.

## Programme d'échange
Pour les étudiants chinois : 
- Les étudiants ayant répondu aux critères requis pendant quatre ans, sont diplômés bachelor de l'Université de Shanghai.
- Après trois ans d'études à l'Université de Shanghai, il leur est possible de poursuivre leurs études dans le réseau des universités de technologie pendant deux ans. Si ces étudiants ont répondu aux critères requis, ils reçoivent alors le diplôme de bachelor de l'Université de Shanghai et le Master du réseau des universités de technologie.
- Après trois ans d'études à l'université de Shanghai et deux ans et demi cette fois-ci dans le réseau des universités de technologie, toujours à la condition d'avoir répondu aux critères requis, les étudiants reçoivent le diplôme de bachelor de l'université de Shanghai et le diplôme d'ingénieur du réseau des universités de technologie.

Pour les étudiants français :
- Les étudiants des UT peuvent venir effectuer leur dernier semestre de Tronc Commun (cycle préparatoire) à l'UTSEUS.
- À l'issue de 4 ans d'études dans une des trois universités de technologie en France et un TN09 (stage technique de 6 mois), les étudiants des UT peuvent venir effectuer leur dernière année à l'UTSEUS.